# Carmen Calvo
María del Carmen Calvo Poyato (Cabra, Córdoba, 7 de junio de 1957) es una jurista constitucionalista, profesora universitaria y política española miembro del Partido Socialista Obrero Español, actual presidenta del Consejo de Estado desde 2024.
Doctora en Derecho Constitucional, Calvo ha ocupado relevantes cargos dentro de la Administración del Estado, llegando a ser vicepresidenta primera del Gobierno y ministra de la Presidencia entre 2018 y 2021, en diversos gabinetes de Pedro Sánchez, así como ministra de Cultura en el primer Gobierno de José Luis Rodríguez Zapatero. Asimismo, también ha sido consejera de Cultura de la Junta de Andalucía (1996-2004). También, entre 2017 y 2021 fue secretaria de Igualdad del PSOE.  
Es una conocida activista del feminismo, autora de varios libros sobre el tema. Ha sido también presidenta de la Comisión de Igualdad del Congreso de los Diputados.Además, ha sido Diputada en las Cortes Generales en varias ocasiones.

## Biografía

### Formación y docencia
Estudió en el colegio de las Madres Escolapias y el Instituto Aguilar y Eslava de Cabra. Se licenció en Derecho por la Universidad de Sevilla en 1980 y se doctoró en Derecho Constitucional por la Universidad de Córdoba. Es profesora titular (en excedencia) de esta misma materia en dicha universidad, donde después asumió el cargo de secretaria general y también el de vicedecana de la Facultad de Derecho (1990-1994). De 1992 a 1996 fue secretaria del Instituto Andaluz Interuniversitario de Criminología.
No es hasta mediados de los años 1990 cuando decidió centrarse en su carrera política. Su primera responsabilidad política fue la de consejera del Consejo Económico y Social de Córdoba, puesto que asumió de 1994 a 1996. Su interés por los temas sociales —se define como una convencida feminista— le acercó a la órbita del Partido Socialista Obrero Español.

### Consejería de Cultura de la Junta de Andalucía
En abril de 1996, Carmen Calvo fue nombrada consejera de Cultura de la Junta de Andalucía en la quinta legislatura autonómica, en un Consejo de Gobierno regional presidido por Manuel Chaves. Calvo, que había iniciado su trayectoria política en 1994 como independiente en las filas del PSOE, se afilió a dicho partido en 1999.
En el año 2000 logró un escaño en el Parlamento de Andalucía por Córdoba en las elecciones autonómicas de 2000 concurriendo como cabeza de lista del PSOE en la circunscripción. Manuel Chaves la mantuvo al frente la Consejería de Cultura hasta febrero de 2004.
De su etapa de ocho años como consejera destaca la inauguración del Museo Picasso Málaga de arte contemporáneo en 2003, la creación de la Biblioteca Virtual de Andalucía, con una base superior a 500 documentos digitalizados de acceso público, dentro de la ley del Sistema Andaluz de Bibliotecas y Centros de Documentación, la exposición El esplendor de los Omeyas en Córdoba, presenta el Pacto Andaluz por el Libro, para apoyar y fomentar la lectura y apoya importantes inversiones para reformar iglesias y teatros —como el Teatro de la Maestranza de Sevilla— y en funcionamiento de más de un centenar de teatros y bibliotecas además de desarrollar del Plan de Calidad de los Museos de Andalucía, que incluía la ampliación del Museo Arqueológico de Córdoba. También apoyó a la ciudad cordobesa como Capital Cultural Europea para el año 2016.
En 2004 debutó como actriz con el director José Luis García Sánchez, que la incluyó en el montaje final de la cinta María querida, proyecto que apoyó en su etapa de consejera de Cultura en Andalucía.

### Ministerio de Cultura (2004-2007)

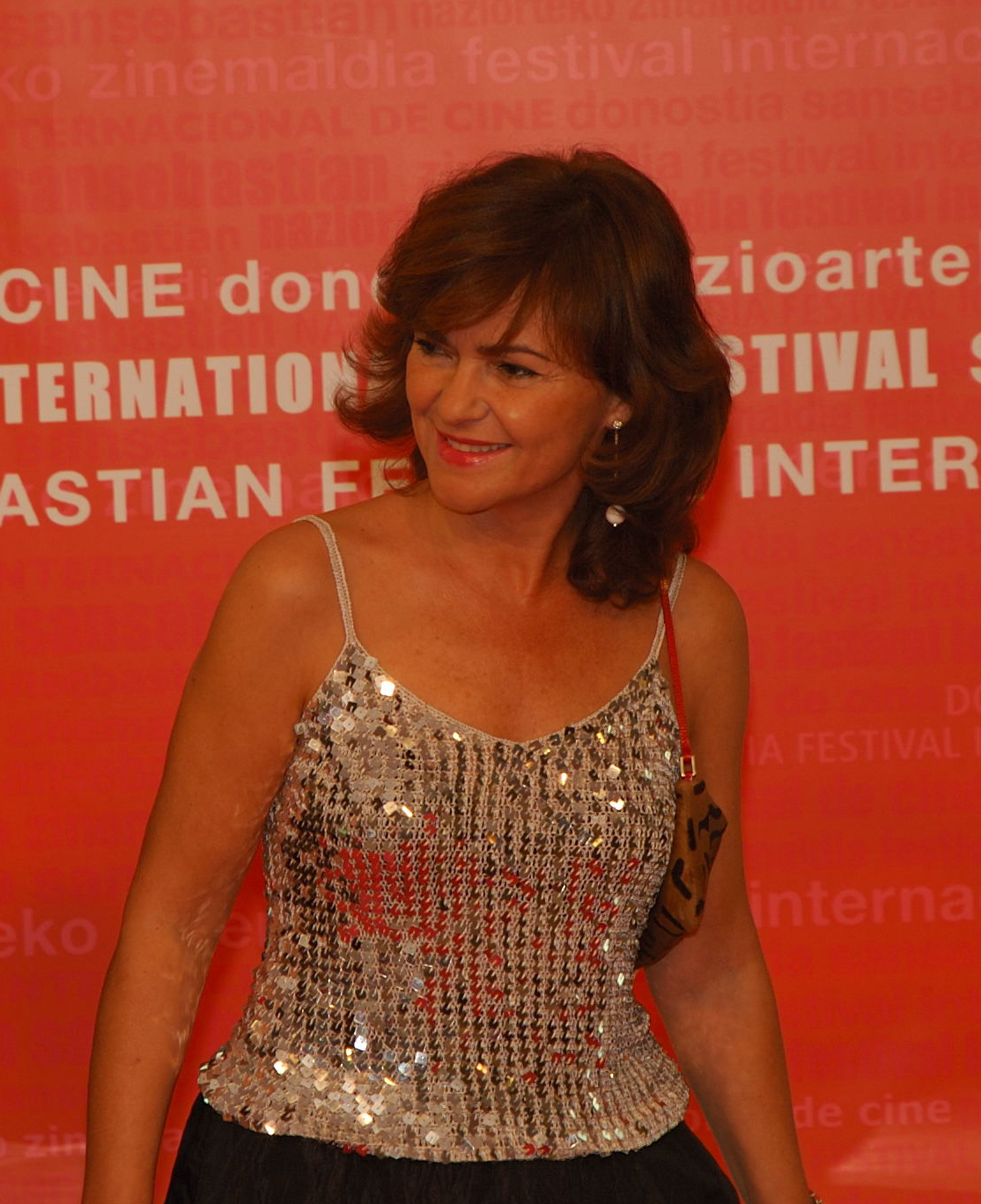
Fotografiada en 2005 en el Festival de Cine de San Sebastián

En enero de 2004 dio el salto a la política nacional cuando José Luis Rodríguez Zapatero, secretario general del partido, la eligió como uno de los diez miembros de su Comité de notables, una agrupación de políticos socialistas destacados para asesorar su campaña para llegar al Palacio de la Moncloa.
Para las elecciones generales del 14 de marzo de 2004 fue nombrada de nuevo cabeza de lista del PSOE para el Congreso de Diputados por Córdoba y destacó en el intento de incentivar el voto joven, que consideraba clave para el partido socialista. Tras su elección como diputada, fue nombrada ministra de Cultura, cargo que ocupó entre abril de 2004 y julio de 2007. Entre los compromisos electorales en cultura se encontraban la celebración en 2005 del cuarto centenario de la publicación de Don Quijote de la Mancha, aumentar la financiación destinada a la cultura, crear un Ministerio de la Cultura y la Comunicación que englobara las políticas de medios de comunicación, la creación del Consejo Estatal de las Artes en coordinación con autonomías y ciudades además de una Ley de Excepcionalidad Cultural e impulsar a una nueva ley de Mecenazgo o patrocinio cultural.
En junio de 2005, Sophie H. Hall, juez del Juzgado de Cook (Illinois, Estados Unidos), declaró en rebeldía por un delito de desacato a Calvo y a otros 25 políticos españoles miembros del consejo de administración del Fórum Universal de las Culturas 2004 por no comparecer a una citación judicial de marzo de 2005 relativa a una sentencia dictada en 2004 sobre el Fórum de Barcelona originada por el impago a una productora de cine norteamericana.
El 6 de julio de 2007 se anunció su relevo al frente del Ministerio de Cultura, siendo su sucesor César Antonio Molina, quien juró su cargo el 9 de julio de 2007.

#### Archivo de Salamanca
Una decisión controvertida fue devolver parte de la documentación originaria de la Generalidad de Cataluña que había sido expoliada por parte de las tropas franquistas al acabar la Guerra Civil, así como otros documentos que, aunque nunca habían pertenecido a dicha institución, sí pertenecían a personas privadas o herederos de estas y que se conservaban en el Archivo de la Guerra Civil de Salamanca. Se devolvieron a la administración de Cataluña con base en acuerdos con el Gobierno y partidos catalanes y diversas asociaciones catalanas que reclamaban el regreso de los documentos. En su lugar, Calvo apostó por la creación de un Centro de la Memoria de Salamanca, con fondos documentales sobre la guerra.

#### Propiedad intelectual
Una de sus responsabilidades polémicas fue el Plan Integral Antipiratería (o Plan Integral para la Disminución y la Eliminación de las Actividades Vulneradoras de la Propiedad Intelectual), que pretendía hacer una campaña de sensibilización contra el fenómeno de la piratería digital.
En un primer momento presentó también una disminución del IVA al 4 al 1 por ciento en productos musicales y editoriales cumpliendo una de las promesas electorales, pero se vio abocada a dar una controvertida marcha atrás después del anuncio, ya que las leyes de la Unión Europea no permitían una reducción inferior al 5 % para no distorsionar el mercado interior común.
Como parte de este nuevo plan, en junio de 2006 se promulgó la reforma de la Ley de Propiedad Intelectual.

#### Ley del libro
El 12 de marzo, presentó al Consejo de Ministros el anteproyecto de la Ley de la Lectura, del Libro y de las Bibliotecas, que entre otros propósitos preparaba la gratuidad de los libros de texto para la educación pública mediante unos precios fijos y descuentos, apoyados por una serie de ayudas a editoriales y librerías. También contemplaba una inversión para los próximos ocho años de 430 millones de euros en la modernización de bibliotecas públicas.
También inició el trabajo para una posible Biblioteca Virtual de España, similar a su proyecto de Biblioteca Virtual de Andalucía, además de mostrarse de acuerdo conjuntamente con Francia para una posible biblioteca virtual europea, aunque no se concretó ninguna propuesta oficial.

#### Ley del Cine
En 2007 salió a la luz el anteproyecto de la Ley del Cine cuyo objetivo era fomentar el cine español ante los malos datos del año anterior. La ley obligaba a que una de cada cuatro películas exhibidas en las salas de cine fuese europea. Esta medida contó con la oposición de los empresarios del cine y las televisiones, que la tacharon de «malísima»,[cita requerida] lo que provocó que convocasen un paro que fue secundado por el 93% de las salas de cine. Ya con César Antonio Molina al frente del Ministerio cogiendo el testigo de la nueva ley y pese a las numerosas enmiendas presentadas por los distintos grupos políticos —el Partido Popular presentó 53 de un total de 90 enmiendas— y las advertencias de la Federación de Cines de España, la ley finalmente fue aprobada en el Senado y en el Congreso de los Diputados a finales de 2007.

### Vicepresidenta del Congreso de Diputados (2007-2008)
Tras su cese, fue vicepresidenta del Congreso de los Diputados y de la Diputación Permanente hasta el final de la legislatura. En las elecciones de 2008 volvió a ser cabeza de lista por Córdoba y por tanto elegida diputada. Durante la legislatura 2008-2011 fue presidenta de la Comisión de Igualdad y vocal de las comisiones de Defensa y de Políticas Integrales de la Discapacidad.

### Alejamiento de la primera línea política
En 2011 abandonó temporalmente la primera línea de la política y regresó a dar clases a la universidad después de que José Antonio Griñán decidiera apostar por la excomunista Rosa Aguilar, con quien históricamente Calvo ha mantenido diferencias políticas, para encabezar la lista del PSOE en el Congreso de Diputados por Córdoba.
En 2012, en el contexto de las primarias socialistas defendió la candidatura de Carme Chacón frente al finalmente vencedor Alfredo Pérez Rubalcaba. Desde entonces Calvo dedicó su tiempo en el partido a crear debates y reflexión en la Fundación Alfonso Perales. Entre sus aportaciones realizó una propuesta federalista para España.
En las primarias socialistas de 2017 entre Pedro Sánchez y Susana Díaz, se decantó públicamente por Sánchez en abril señalando que lo que más le interesaba de Pedro Sánchez era su idea de incrementar y potenciar la democracia interna en el PSOE, lo que se interpretó como una crítica a Susana Díaz. En la campaña fue una de las coordinadoras de la parte dedicada a políticas sociales del proyecto estratégico de Sánchez Por una nueva socialdemocracia defendiendo que el PSOE se posicione en contra de los llamados «vientres de alquiler».
El 18 de junio de 2017 fue elegida secretaria de Igualdad de la nueva ejecutiva del PSOE liderada por Sánchez, en sustitución de Carmen Montón.
Calvo, doctora en Derecho Constitucional, fue la persona de confianza de Pedro Sánchez para pactar la aplicación del 155 sobre Cataluña siendo la portavoz del PSOE en dicha negociación, junto con la diputada Meritxell Batet y José Enrique Serrano.

### Vuelta al Gobierno

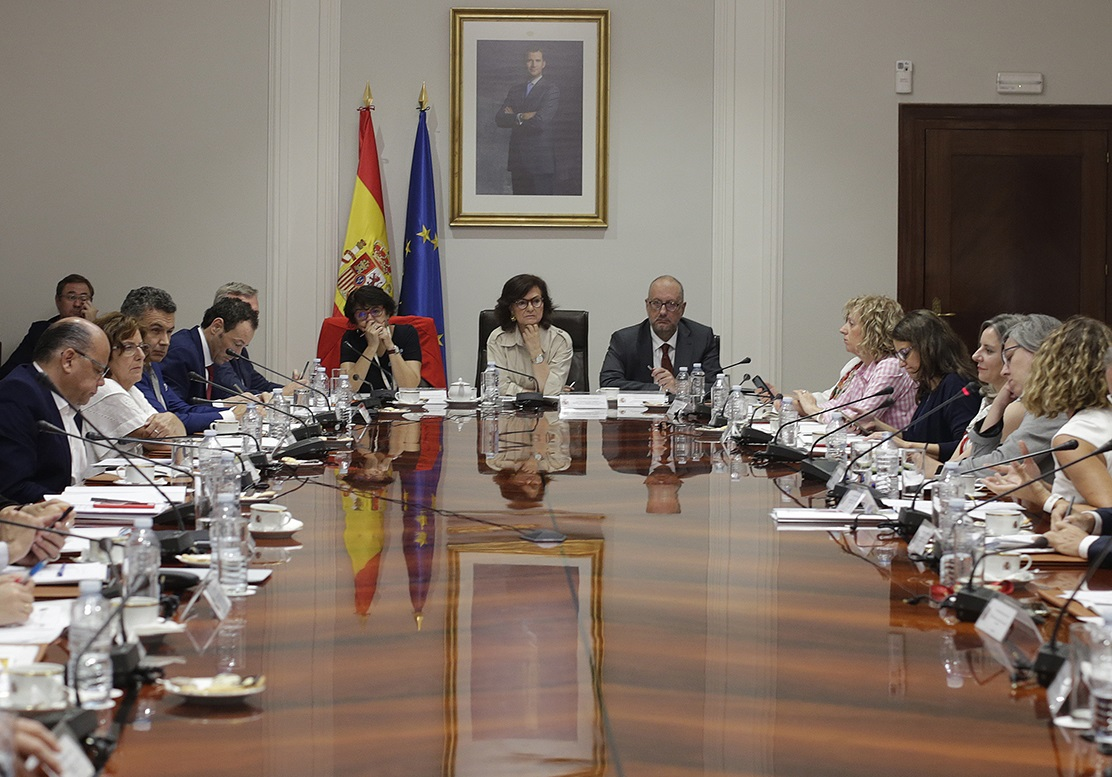
La vicepresidenta Calvo en una reunión sobre igualdad en 2018

Calvo fue elegida por Pedro Sánchez como vicepresidenta de su nuevo Gobierno, tras el éxito de la moción de censura que el PSOE presentó contra el anterior Gobierno de Mariano Rajoy en junio de 2018. Además del cargo de vicepresidenta, Calvo asumió la cartera de ministra de la Presidencia y Relaciones con las Cortes y de Igualdad, siendo esta la primera vez que el Ministerio de la Presidencia asume las competencias de Igualdad. Tomó posesión del cargo junto con el resto de ministros el 7 de junio de 2018.
Tras las elecciones generales de abril de 2019 (en las que renovó su escaño de diputada por Madrid), Calvo ejerció durante el verano de 2019 como uno de los miembros del equipo negociador del PSOE con Unidas Podemos para alcanzar un Gobierno de coalición y acuerdo de investidura, infructuosamente. Renovó su escaño de diputada de nuevo en las elecciones generales de noviembre de 2019.
Tras la formación de un Gobierno de coalición, con la investidura por un segundo mandato de Pedro Sánchez, Calvo fue nombrada vicepresidenta primera y ministra de Presidencia, Relaciones con las Cortes y Memoria Democrática de España. Perdía así las competencias de Igualdad, separadas en un nuevo ministerio del que estaba al frente Irene Montero, con quien no mantuvo una buena relación durante su etapa en el Consejo de Ministros, ganando en cambio las de Memoria Democrática y Libertad Religiosa. Calvo prometió el cargo junto al resto de ministros el 13 de enero.
El 5 de febrero, Calvo fue nombrada presidenta del Comité de Coordinación Interministerial frente a la epidemia de coronavirus que comenzaba a detectarse en España por aquellos días. En julio de 2021 el presidente del Gobierno remodeló su ejecutivo, suponiendo la salida de Calvo y su reemplazo por Nadia Calviño como vicepresidenta primera y Félix Bolaños al frente del Ministerio de la Presidencia.
Tras abandonar el Ejecutivo, el 30 de septiembre de 2021 asumió la presidencia de la Comisión de Igualdad del Congreso de los Diputados que estaba vacante después de que Pilar Cancela dejara el cargo a principios de julio tras asumir el puesto de secretaria de Estado de Cooperación Internacional.

### Consejo de Estado
El 13 de febrero de 2024, renunció a su escaño en el Congreso de los Diputados para ser nombrada presidenta del Consejo de Estado, sustituyendo a la también socialista Magdalena Valerio, cuyo nombramiento había sido anulado por el Tribunal Supremo.
Tras la propuesta del Gobierno, la Comisión Constitucional del Congreso de los Diputados avaló su nombramiento por 19 votos a favor frente a 18 en contra. El 27 de febrero de 2024, el Consejo de Ministros aprobó su nombramiento definitivo, haciéndose efectivo este nombramiento, al día siguiente.
Tomó posesión del cargo el 6 de marzo de 2024, en un acto celebrado en la sede del Consejo de Estado y presidido por Félix Bolaños, el que al momento de la toma de posesión fuera ministro de la Presidencia, Justicia y Relaciones con las Cortes.

## Posiciones
Durante toda su trayectoria profesional, primero en la universidad y después en las instituciones y la política, se ha posicionado como feminista y ha llegado a declarar que «el machismo es otra forma de fascismo». También se ha reafirmado como aficionada a la tauromaquia y defensora de la lidia.
Como referente y defensora del feminismo socialista, son habituales sus declaraciones en defensa a la igualdad de la mujer. En este ámbito se ha mostrado firmemente en contra de la Ley Trans impulsada por la ministra Irene Montero, con declaraciones en las que aseguraba: «a mí me preocupa fundamentalmente la idea de pensar que el género se elige sin más que la mera voluntad o el deseo, poniendo en riesgo, evidentemente, los criterios de identidad del resto de los 47 millones de españoles», asegurando que esta ley iba contra la integridad de las mujeres.

## Vida privada
Es hermana del político y escritor José Calvo Poyato. Su primer matrimonio fue con el investigador y escritor José Luis Casas Sánchez. Se casó con el sociólogo Manuel Pérez Yruela, exportavoz del Gobierno andaluz y profesor investigador en el Instituto de Estudios Sociales de Andalucía (IESA-CSIC). Actualmente están divorciados. Fruto de su primer matrimonio, cuando tenía veintidós años, nació su primera y única hija. Con su hija comparte la afición por la música rock. Tiene dos nietas. El 23 de marzo de 2020 fue hospitalizada por una infección respiratoria, que dos días después se confirmó era coronavirus.
El 12 de mayo de 2022 falleció su hermano Francisco Calvo, a los 67 años, a causa de un cáncer. La diputada nacional recibió la noticia en el Congreso de los Diputados, y sufrió un desvanecimiento por lo que fue atendida por varias personas entre las que se encontraba la médico y política popular Ana Pastor.

## Obras
Calvo Poyato, María del Carmen (2024). Nosotras: El feminismo en la democracia. Madrid: Editorial Planeta. ISBN, 9788408283485.

## Premios y reconocimientos

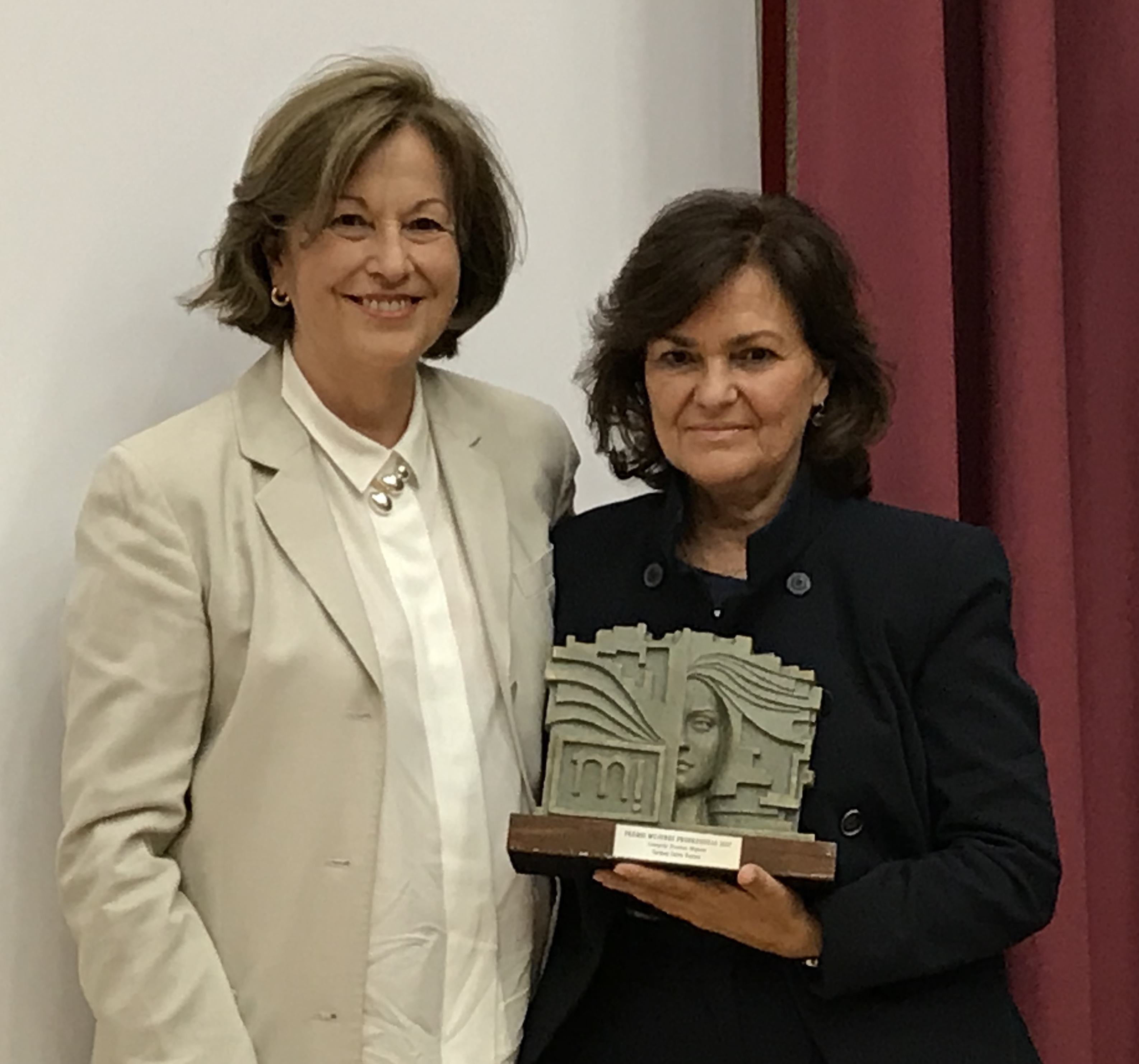
Carmen Romero entrega el Premio Mujeres Progresistas 2017 a Carmen Calvo

- 1998: recibió la Fiambrera de Plata, galardón que anualmente otorga el Ateneo de Córdoba.[53]
- 2007: Gran Cruz de la Orden de Carlos III.[54]
- 2008: el Ayuntamiento de Cabra le concedió el título de Hija Predilecta de Cabra, convirtiéndose en la primera mujer en recibir esta distinción.[55]
- 2017: Premio Mujeres Progresistas 2017 por su destacada trayectoria como feminista, así como por su implicación política y personal en la lucha por la igualdad.[56]
- 2018: Premio Ramón Rubial a la defensa de los valores socialistas.[57][58]
- 2019: Distinciones Diario 16 con el galardón a la Mujer del Año por elevar “el feminismo a la cota de política de Estado y empoderar el objetivo de la lucha hacia la igualdad real”.[59]
- 2022: Premio Internacional por la Igualdad de Género 'Luisa de Medrano', otorgado por el Gobierno de Castilla - La Mancha.[60]
- 2023: Cruz de Honor de la Orden de San Raimundo de Peñafort (2023)[61]
- 2024: Nombrada Mujer del Año en los premios de la asociación Women in a Legal World[62]